# На-Побра
На-Побра (кат. Na Pobra) или На-Побре — небольшой необитаемый остров в Средиземном море, является одним из островов архипелага архипелага Кабрера, входящего в состав Балеарских островов (Испания). Административно относится к муниципии Пальма-де-Мальорка.
Площадь острова — 0,029 км², ширина составляет 320 м, длина — 110 м. Наивысшая точка расположена на высоте 26 м над уровнем моря. Берега высокие и обрывистые.
Остров входит в состав Национального парка архипелага Кабрера, уникального произрастающими на его территории эндемичными видами растений.

## Флора
На острове произрастают следующие виды растений:
- Морской лук (лат. Drímia marítima);
- Mesembryanthemum nodiflorum[англ.] (лат. Mesembryanthemum nodiflorum);
- Asparagus stipularis;
- и др.